# Uvarus quadrimaculatus
Uvarus quadrimaculatus är en skalbaggsart som beskrevs av Bilardo och Rocchi 1990. Uvarus quadrimaculatus ingår i släktet Uvarus och familjen dykare. Inga underarter finns listade i Catalogue of Life.